# Stefano Russo

Wappen von Stefano Russo als Bischof von Fabriano-Matelica

Stefano Russo (* 26. August 1961 in Ascoli Piceno, Italien) ist ein italienischer Geistlicher, früherer Generalsekretär der Italienischen Bischofskonferenz sowie römisch-katholischer Bischof von Velletri-Segni und Frascati.

## Leben
Stefano Russo empfing am 20. April 1991 die Priesterweihe für das Bistum Ascoli Piceno.
Papst Franziskus ernannte ihn am 18. März 2016 zum Bischof von Fabriano-Matelica. Die Bischofsweihe spendete ihm der Erzbischof von Ancona-Osimo, Edoardo Kardinal Menichelli, am 28. Mai desselben Jahres. Mitkonsekratoren waren der Bischof von Ascoli Piceno, Giovanni D’Ercole FDP, und der Altbischof von Cassano all’Jonio, Nunzio Galantino. Die Amtseinführung im Bistum Fabriano-Matelica fand am 11. Juni 2016 statt.
Am 28. September 2018 wurde er zudem zum Generalsekretär der Italienischen Bischofskonferenz ernannt. Papst Franziskus nahm am 27. April 2019 sein Rücktrittsgesuch als Bischof von Fabriano-Matelica an. Das Amt des Generalsekretärs der Bischofskonferenz behielt er bei. Bis 26. Juli 2019 verwaltete er das Bistum Fabriano-Matelica als Apostolischer Administrator.
Am 7. Mai 2022 ernannte ihn Papst Franziskus zum Bischof von Velletri-Segni. Die Amtseinführung fand am 26. Juni desselben Jahres statt.
Am 12. September 2023 ernannte ihn Papst Franziskus unter gleichzeitiger Vereinigung des Bistums Frascati in persona episcopi mit dem Bistum Velletri-Segni zusätzlich zum Bischof von Frascati. Die Amtseinführung Russos fand am 11. November desselben Jahres statt.